# Dimension F3H
Dimension F3H es una banda de metal industrial originaria de la ciudad de Sandefjord, Noruega, fundada en el 2000 por el músico Krister Dreyer. 
La banda describe su estilo como un Blade Runner Thrash.

## Miembros
- Krister Dreyer "Mr. Morfeus" - Vocales, guitarra,  teclados, orquestaciones, samples
- Kenneth Hansen "Mr. Motvind"  -  Guitarra
- Endre Moe "Mr, Moe" – Bajo
- Atle Iversen Brekke "Nasreten" - Batería

## Discografía

### Demos
- The 3rd Generation Armageddon - (2000)

### Eps
- A Presentation of Armageddon - (2002)

### Álbumes de estudio
- Reaping the World Winds -(2003)
- Does the Pain Excite You?	 - (2007)